# Kasun Rajitha
Chandrasekara Arachchilage Kasun Rajitha (* 1. Juni 1993 in Matara, Sri Lanka) ist ein sri-lankischer Cricketspieler der seit 2016 für die sri-lankischen Nationalmannschaft spielt.

## Aktive Karriere
In der Saison 2014/15 gab Rajitha sein Debüt für Badureliya SC im nationalen sri-lankischen Cricket. Sein Debüt in der Nationalmannschaft gab er im Februar 2016 in der Twenty20-Serie in Indien. In seinem ersten Spiel erzielte er 3 Wickets für 29 Runs und wurde als Spieler des Spiels ausgezeichnet. Im Juni 2018 folgte sein Test-Debüt in den West Indies. Dort erzielte er im ersten Spiel drei (3/49) und im zweiten in beiden Innings jeweils drei Wickets (3/68 & 3/20). Im August folgte gegen Südafrika sein Debüt im ODI-Cricket. Bei der Twenty20-Serie in Neuseeland im Januar 2019 erreichte er in der Folge 3 Wickets für 44 Runs. Im Folgemonat erreichte er in der Test-Serie in Südafrika in beiden Spielen jeweils ein Mal drei Wickets (3/68 und 3/67). Im Sommer wurde er beim Cricket World Cup 2019 für des sri-lankischen Aufgebots nach der Verletzung von Nuwan Pradeep nachnominiert, konnte dort jedoch nicht herausstechen. Im Oktober bei der Tour in Australien kassierte er im ersten Twenty20 75 Runs (0/75), was bis dahin die meisten Runs waren, die je ein Bowler in einem Twenty20 hinnehmen musste. Im Dezember musste er aufgrund einer Oberschenkelverletzung die Tour in Pakistan abbrechen. Nach Verletzungen spielte er nur vereinzelte Spiele in den Jahren 2020 und 2021. Im Mai 2022 erreichte er in der Test-Serie in Bangladesch vier Wickets (4/60) im ersten und fünf Wickets (5/64) im zweiten Spiel. Er wurde für den verletzten Dushmantha Chameera für das sri-lankischen Team beim ICC Men’s T20 World Cup 2022 nachnominiert und konnte dort gegen Neuseeland zwei Wickets (2/23) erreichen. Kurz darauf erreichte er in der ODI-Serie gegen Afghanistan zwei Mal drei Wickets (3/31 und 3/60) und in Indien ein weiteres Mal (3/88). Beim Asia Cup 2023 erreichte er 4 Wickets für 79 Runs in der Vorrunde gegen Afghanistan.